# Pol Plançon
Pour les articles homonymes, voir Plançon.
Pol Plançon est un artiste lyrique (basse) français, né le 12 juin 1851  à Fumay (Ardennes) et mort le 12 août 1914 à Paris.

## Biographie
Son père le destine à une carrière de commerçant mais lui donne la passion de la musique. C'est dans la boutique parisienne de son père où il travaille qu'il rencontre le musicien Théodore Ritter. Ce dernier, découvrant ses dons de chanteur, le fait entrer à l'école de chants de Gilbert Duprez (ténor inventeur de « l'ut de poitrine » au tournant des années 1830). Il poursuit ensuite son apprentissage auprès du ténor Giovanni Sbriglia. 
Il débute à l'Opéra de Lyon en 1878 en interprétant Saint-Bris dans Les Huguenots de Meyerbeer. En 1880, il se produit à la Gaîté-Lyrique à Paris dans le rôle de Colonna de l'opéra Pétrarque de Duprat, et reçoit enfin son premier engagement à l'Opéra Garnier en 1883, où il tient le rôle de Méphistophélès dans le Faust de Gounod, qu’il y incarnera plus de cent fois en dix ans.
Il participe aussi aux premières du Cid de Massenet en 1885 dans le rôle de Don Gormas et d'Ascanio de Saint-Saëns en 1890 (rôle du roi François Ier). 
De 1891 à 1904, il se produit sur plusieurs scènes européennes, comme La Scala de Milan, La Monnaie de Bruxelles, Covent Garden à Londres où il fut le chanteur favori de la reine Victoria qui le gratifia, entre autres, de la Médaille du jubilé. C'est en pleine gloire à Covent Garden qu'il est appelé au Metropolitan Opera de New York. En 1893, il y débute en Jupiter dans Philémon et Baucis de Gounod. Il y reste jusqu'en 1908, participant à 612 représentations, sur New York, ou en tournée avec la troupe à travers les États-Unis.
En 1906, P. Plançon vient à San Francisco avec une tournée de la troupe des principaux chanteurs du Met, Caruso, Marcella Sembrich, Giuseppe Campanari (en), Emma Eames. Il a la chance de sortir indemne d'un tremblement de terre dévastateur, le feu frappe aussi la ville.
De retour à Paris, il met un terme à 54 ans à sa carrière pour exercer comme professeur. La maladie l'emporte le 12 août 1914.